# Staňkov (Plzeň)
Staňkov (in tedesco Stankau) è una città della Repubblica Ceca facente parte del distretto di Domažlice, nella regione di Plzeň.